# Капітан (фільм, 1960)
«Капітан» (фр. Le Capitan) — французько-італійський історично-пригодницький фільм 1960 року, поставлений режисером Андре Юнебелем за однойменним романом Мішеля Зевако 1906 року з Жаном Маре та Бурвілем у головних ролях.
Фільм є другою кіноадаптацією роману М. Зевако після однойменної стрічки 1946 року, знятої Робером Верне.

## Сюжет
1616 рік. Францією править 15-річний син убитого Генріха IV Людовик XIII. Фаворит королеви-матері Марії Медічі граф Кончіні отримує з її рук титул маршала Д'Анкра і призначення першим міністром Франції. Дружина Кончіні і королева-мати готують палацовий переворот з метою усунення від престолу юного спадкоємця і проголошення королем Кончіні. Дворяни протестують та хочуть посадити на трон герцога д'Ангулема. Щоб запобігти цьому Кончіні влаштовує по всій країні криваві розправи. Під час однієї з таких розправ гине маркіз де Тейнак, друг збіднілого дворянина Франсуа де Капестана. Капестану також загрожує загибель, але вбивця на ім'я Ринальдо, вже готовий добити пораненого шевальє, отримує кулю, випущену Жизель д'Ангулем. Вона доглядає за пораненим Капестаном і зникає. Згодом шевальє знаходить собі друга і соратника в особі комедіанта Гоголена, зустрічається з Кончіні, рятує короля Франції від загибелі і врешті-решт стає капітаном, а заразом і знаходить своє кохання.

## У ролях
| • Жан Маре          | … | шевальє Франсуа де Капестан на прізвисько «Капітан»                                                         |
| • Бурвіль           | … | Гоголен, бродячий комедіант                                                                                 |
| • Ельза Мартінеллі  | … | Жизель д'Ангулем                                                                                            |
| • Арнольдо Фоа      | … | герцог Кончіні, маршал д'Анкр                                                                               |
| • П'єретт Бруно     | … | Джузеппа, молода італійка, камеристка Марії Медічі, кохана Гоголена                                         |
| • Анні Андерссон    | … | Беатріс де Бофор, подруга Жизель                                                                            |
| • Гі Делорм         | … | Ринальдо, найманий вбивця на службі Кончіні                                                                 |
| • Крістіан Фуркад   | … | Людовик XIII                                                                                                |
| • Ліз Деламар       | … | Марія Медічі                                                                                                |
| • Жаклін Порель     | … | Леонора Галігаї, дружина Кончіні                                                                            |
| • Рафаель Паторні   | … | герцог Шарль Ангулемський, побічний син короля Карла IX, що претендує на французький престол, батько Жизель |
| • Робер Порт        | … | герцог Анрі де Роган, глава гугенотів                                                                       |
| • Жан Берже         | … | герцог де Люїнь, фаворит Людовика XIII                                                                      |
| • Жан-Поль Коклен   | … | Вітрі, начальник королівської гвардії                                                                       |
| • П'єр П'єраль      | … | Лоренцо, придворний карлик на службі Кончіні, алхімік, виробник отрут                                       |
| • Ален Жані         | … | лакей Жизель                                                                                                |
| • Мішель Томасс     | … | кат |
| • Бенуата Лабб      | … | шинкарка |
| • Марсель Пере      | … | шинкар у корчмі «La Pomme d'Or»                                                                             |
| • Едмон Бошам       | … | губернатор Прованса                                                                                         |
| • Жан-Мішель Рузьєр | … | дворянин |

У титрах не зазначені
| • Франсуаза Делдік | … | служниця в корчмі «La Pomme d'Or» |
| • Анрі Куте        | … | лакей Жизель                      |
| • Домінік Патюрель | … | дворянин                          |
| • Жорж Аде         | … | дворянин                          |
| • Рене Руссель     | … | дворянин                          |

| • Рауль Білльєрі | … | довірена особа Кончіні        |
| • Луї Бужетт     | … | охоронець з ключами у фортеці |
| • Жак Пребуа     | … | злодій                        |
| • Поль Пребуа    | … | злодій                        |
| • Луї Арбессьє   | … | епізод                        |

## Виробництво

### Місця зйомок
- Перша сцена кінострічки, в якій показаний замок маркіза де Тейнака, була знята в перигорському замку Бірон.
- Кадри, де глядач уперше бачить Гоголена на міській площі, були зняті в селі Монпазьє в Дордоні.

### Знімальна група
- Автори сценарію — Франко Даль Сер, П'єр Фуко, Жан Ален, Андре Юнебель за романом Мішеля Зевако[fr] «Капітан» (1906)
- Режисер-постановник — Андре Юнебель
- Продюсери — Рене Безар, П'єр Кабо
- Оператор — Марсель Гріньйон
- Композитор — Жан Маріон
- Монтаж — Жан Фейт
- Художник-постановник — Жорж Леві
- Художник по костюмах — Мірей Лейде, Фредерік Юнкер
- Художник-декоратор — Жан Фонтенель
- Бої і каскадери під управлінням Клода Карльє